# 北加拉帕戈斯板塊
北加拉帕戈斯板塊（North Galapagos Microplate）是南美洲西海岸北部加拉帕戈斯群島附近的一個小板塊。它在圍繞它的三個更大的板块，即納斯卡板塊、科科斯板塊和太平洋板塊，之間逆時針旋轉。在它的南邊，另一個小微板塊，加拉帕戈斯微板塊在順時針旋轉。两个板块沿它们之间的界面互相“啮合”。